# Vairocana (vertaler)
Vairocana - ook wel aangeduid als Vairotsana - was een Tibetaanse schrijver annex vertaler die aan het eind van de 8e eeuw, tijdens de periode van de koning Trisong Detsen, geleefd moet hebben. Hij wordt verondersteld de dzogchen in Tibet te hebben geïntroduceerd, de hoogste vorm van instructie van de nyingma, de oudste traditie binnen het Tibetaans boeddhisme. Dzogchen staat ook bekend als atiyoga of de Grote Perfectie.

## De oudste teksten
De oudste teksten over Vairocana in de Tibetaanse literatuur dateren uit het begin van de 10e eeuw. In die documenten wordt hij beschreven als een van de eerste zeven Tibetanen, die van Shantarakshita de monnikswijding ontvangen in het toen recent gebouwde eerste Tibetaanse klooster bij Samye. In veel latere teksten wordt van de nyingma wordt hij beschreven als een van de vijfentwintig discipelen van Padmasambhava (in de oudste teksten over Vairocana komt Padmasambhava niet voor).
Vairocana wordt ook beschreven in de literatuur van de bönreligie, de andere vorm van boeddhisme in Tibet. Ook de bön kent een instructiemethode, die de Grote Perfectie genoemd wordt Hij wordt daar vereerd als een persoon, die in een periode dat de bön in Tibet duidelijk vervolgd werd een volgeling was van beide religies.
Er is slechts één wat uitgebreider document met hagiografische elementen uit het leven van Vairocana bekend. Dat staat bekend als de Vairo 'dra'bag.

## De legende in de boeddhistische geschiedschrijving
Feitelijk is de Vairo 'dra'brag een tekst die in de eerste plaats gaat over de veronderstelde verspreiding van de dzogchen naar een aantal verschillende landen. In strikt historische zin is er het probleem, dat het oudste deel van de tekst al uit de 13e eeuw moet dateren en er in de eeuwen daarna nog belangrijke aanvullingen moeten zijn gedaan.
In de eerste hoofdstukken van het document wordt een meer algemene geschiedschrijving van het boeddhisme gegeven en vooral die van de oorsprong van tantrische rituelen. Er volgen dan een aantal hoofdstukken over de geschiedenis en het ontstaan van de dzogchendoctrine en de verspreiding daarvan. In de tekst van het document worden 23 personen genoemd die verantwoordelijk voor de verspreiding zouden zijn geweest. Van een aantal is in feitelijke en historische zin niets bekend. Van een aantal is het evident dat zij nooit iets te maken hebben gehad met de verspreiding van dzogchen. Op de lijst komen bijvoorbeeld de namen Nagarjuna en Buddhagupta voor. De naam van deze illustere personen op de lijst is in wezen bedoeld om een zwaarder gewicht te geven aan de veronderstelde authenticiteit en geloofwaardigheid van de dzogchenteksten in een periode dat die authenticiteit door de andere tradities in het Tibetaans boeddhisme fel werd betwist. Het is een van de vele voorbeelden in de klassieke Tibetaanse geschiedschrijving, waarbij de feitelijke historische werkelijkheid ondergeschikt gemaakt wordt aan het beoogde religieuze en pedagogische doel.
In de volgende hoofdstukken wordt dan vermeld, dat de koning Trisong Detsen in een vorig leven als een monnik in India leefde en daar de dzogchen beoefende. In zijn huidige leven realiseerde hij zich daarom dat dit de belangrijkste van alle doctrines is. Er werden dan ook een aantal jongeren uitgekozen om onderricht in het Sanskriet te ontvangen, naar India te gaan om de tekst te bestuderen en daarna naar Tibet te brengen. Geen van die jongeren is echter in staat om dat Sanskriet voldoende te leren beheersen. Padmasambhava heeft echter in zijn helderziendheid al een jongen geselecteerd, die wel voor die taak geschikt zou zijn.
Na een training in Samye vertrok Vairocana dan met een reisgezel naar India. Na enig onderzoek kwamen ze daar tot de conclusie dat Shri Singha de leraar moet zijn die over de juiste teksten beschikt. In die stad was echter juist voor hun aankomst een religieus dispuut uitgebroken met als resultaat dat de dzogchenteksten op een geheime plaats verborgen werden. Vairocana en zijn metgezel wisten door te dringen tot Shri Singha en ontvingen veel lessen van hem. In het geheim en gedurende de nacht onderwees Shri Singha hen ook in de dzogchen. Uiteindelijk wist Vairocana - met instemming van Shri Singha - toch de documenten met de teksten uit de geheime bergplaats te halen en keerde daarmee terug naar Tibet.
Daar onderwees hij vooral de koning in de dzogchen. In India was inmiddels ontdekt dat de teksten ontvreemd waren en zich in Tibet bevonden. Men verspreidde dan ook in Tibet het valse gerucht dat dit niet de dzogchenteksten waren, maar slechts zwarte magie bevatten, die niets goeds zal brengen voor Tibet. Het resultaat was, dat er oppositie tegen Vairocana ontstond. Daarnaast wees Vairocana als hoogstaand moreel persoon de avances af, die een van de vrouwen van de koning richting hem maakt. Die sloot zich daarop als wraak bij de oppositie tegen hem aan en wat uiteindelijk leidde tot een verbanning van Vairocana naar Tshabarong in het uiterste oosten van Tibet.
Voor zijn vertrek adviseerde hij de koning Vimalamitra uit te nodigen naar Tibet te komen om zijn werk voort te zetten.
Vairocana verbleef een groot aantal jaren in de ballingschap, maakte een lange reis naar China, maar wist uiteindelijk met hulp van door hem bekeerde adellijke families uit Tsabarong terug naar Samye te keren. Hij werkte daar verder aan de vertaling van vooral de dzogchenteksten en gaf anderen onderwijs daarin. Op verzoek van zeven discipelen vertelde hij hen het bovenstaande verhaal, die het op schrift zetten. Deze discipelen verborgen de tekst als een terma, die later in de 13e eeuw weer ontdekt werd.

## Vairocana en debönreligie
Vairocana wordt ook beschreven in de literatuur van de bönreligie, de andere vorm van boeddhisme in Tibet. Ook de bön kent een instructiemethode, die de Grote Perfectie genoemd wordt. Vairocana was in die teksten oorspronkelijk een volgeling van de bön , maar werd later boeddhist, mede om het mogelijk te maken dat bönteksten in de tijd van vervolging voor de vernietiging gespaard werden.

## Reïncarnatielijnen
Zowel de böntraditie als de nyingma kennen reïncarnatielijnen van tulku's die met Vairocana aanvangen. Alleen al in de nyingma tradite worden vierentwintig tertöns als een reïncarnatie van Vairocana beschouwd. De meeste daarvan hebben een vorm van relatie met gebeurtenissen in de traditie van de bön. Een van de bekendste reïncarnaties is die van Rigzin Terdag Lingpa, de stichter van het klooster Mindroling, waarmee een soort renaissance van de nyingma in Tibet aanvangt.
De bekendste is echter Lodrö Thaye (1813-1899) , een van de oprichters van rimé-beweging in Tibet. De laatste was door geboorte oorspronkelijk een volgeling van de bön, maar werd later in zijn leven Tibetaans boeddhist. Hij voegde echter het woord yungdrung (een woord dat kenmerkend is voor de bön) aan zijn naam toe. In essentie wordt met deze reïncarnatielijnen tot uitdrukking gebracht, dat Vairocana een symbool is voor het kunnen overbruggen van religieuze verschillen en eclectisch handelen.

## Historische context
Hedendaagse tibetologen die de ontstaansgeschiedenis van de dzogchen hebben bestudeerd, beschouwen Vairocana als een persoon die ook werkelijk historisch bestaan heeft. Grote delen van de hagiografie zijn echter in feitelijke zin fictie. Zijn reis naar China is heel duidelijk een eeuwen later toegevoegde tekst. Dat tekstdeel heeft ook voornamelijk de bedoeling om het grote belang van de doctrine te illustreren door de lezer van die tijd duidelijk te maken dat ook in een groot land als China de doctrine veel aanhang zou hebben. Ook de rol en het optreden van Padmasambhava is duidelijk pas in latere versies ingepast.
De verbanning dan wel in ieder geval een tijdelijk uit de gratie zijn bij de machthebbers wordt door tibetologen, die over Vairocana gepubliceerd hebben als een historisch feit beschouwt. Zij plaatsen dit in de context van de vele debatten en strijd die in de tweede helft van de 8e eeuw tussen meerdere religieuze stromingen met daaraan verbonden seculiere elites in Tibet gevoerd moet zijn. Daar vielen slachtoffers bij en verbanning was dan nog een van de minste straffen. Giuseppe Tucci positioneert Vairocana bijvoorbeeld als een aanhanger in het geheim van het Chinese Chanboedhhisme.
Vairocana wordt gezien als de geestelijk vader van de dzogchenteksten binnen het Tibetaans boeddhisme. Vanaf het begin van de 12e eeuw tot op de dag van heden wordt de nyingma geconfronteerd met de beschuldiging, dat - in ieder geval een aanzienlijk deel van - hun teksten uit de 8e en 9e eeuw niet authentiek zijn. Daarmee wordt bedoeld dat die teksten hun oorsprong niet in India hebben. De implicatie daarvan is, dat die teksten in de 8e en 9e eeuw in Tibet zelf zouden moeten zijn ontstaan. De kwestie van authenticiteit van de teksten lag en ligt voor de nyingma gevoelig. De Indiase wortels van het Tibetaans boeddhisme zijn cruciaal voor de geloofwaardigheid van iedere traditie.
Naar de oorsprong van de dzogchen is veel onderzoek gedaan. De belangrijkste conclusie daarvan is, dat het grootste deel van die tekst in Tibet zelf is ontstaan onder invloed van met name Chinees Chan , taoïsme, tantrisch Shaivisme en dat de Indiase wortels, zo niet geheel afwezig dan toch gering zijn. Samten Gyaltsen Karmay stelt bijvoorbeeld dat een groot deel van de tekst eind 8e eeuw niet vertaald, maar zelf geschreven moet zijn door Vairocana. In hoeverre Vairocana daarbij gebruik maakte van andere literaire bronnen dan die van het Indiase boeddhisme valt niet meer na te gaan. In die zin is er ook twijfel mogelijk over de feitelijk historische juistheid van de reis naar India van Vairocana.